# Туризм в Египте

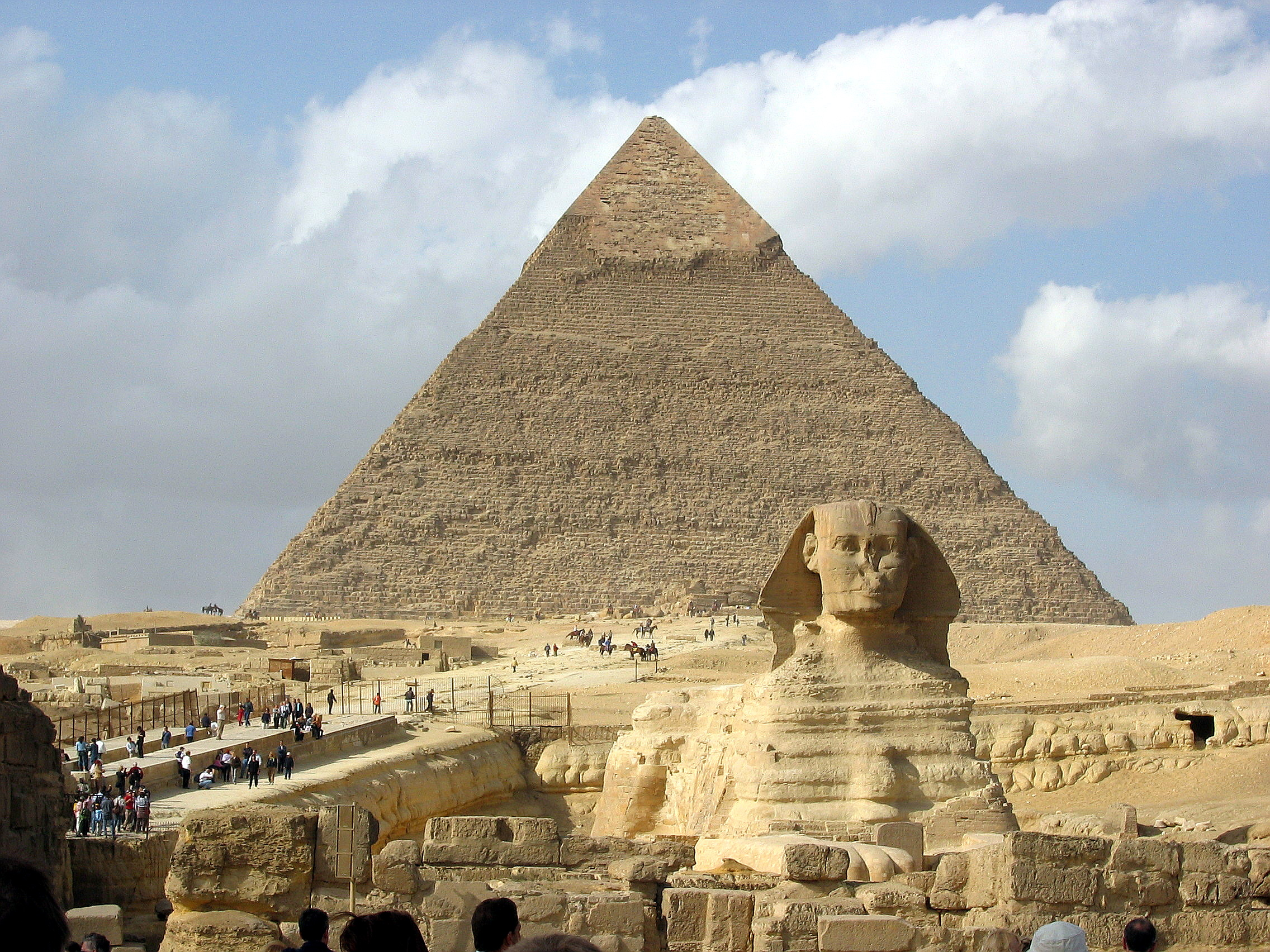
Большой сфинкс и пирамиды на плато Гиза

Туризм в Египте играет важную экономическую роль и является одним из основных источников дохода страны. В 2018 году Египет посетили более 10 миллионов иностранцев, что сделало его oдной из самых посещаемых стран в Африке наряду с Марокко и ЮАР.
В индустрии туризма в Египте занято 2,5 млн человек (9,4 % всех рабочих мест). Туризм приносит 29,6 млрд долл. США в валовой внутренний продукт (5,6 % от общего объёма производства). Доходы Египта от туризма с июля 2018 по июль 2019 годов выросли на 28,6 %, до 12,6 миллиарда долларов.

## История развития туризма

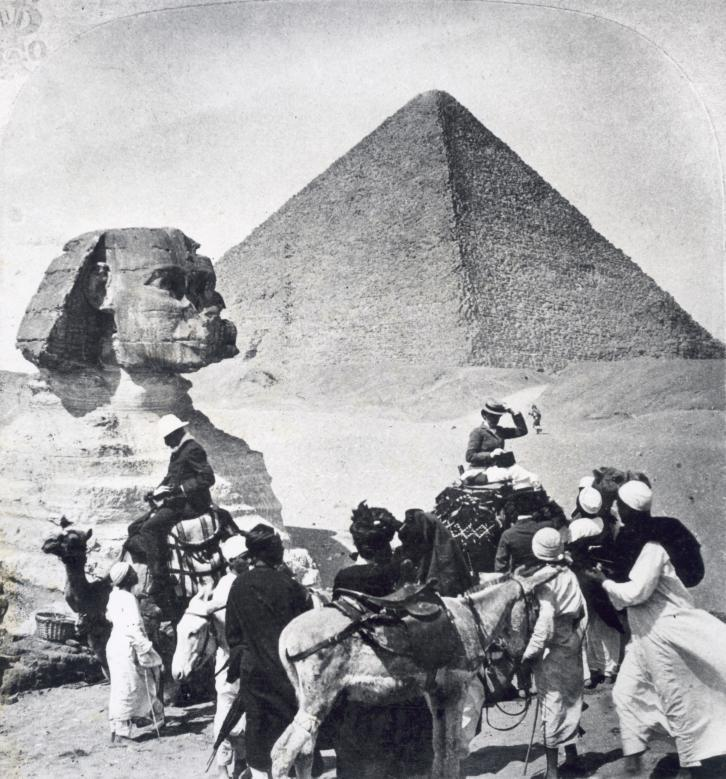
Туристы культурно-познавательного направления, начало XX века

С начала XIX века (со вторжения Наполеона в Египет) интерес к Египту как колыбели древней цивилизации увеличивается и зарождается новая наука египтология. Это увлечение заложило основу для современной индустрии туризма в стране, поскольку в страну стали прибывать множество учёных из Европы. Туризм, как и раньше, является важной опорой египетской экономики и получил широкую поддержку со стороны правительства. Туризм является основным источником поступления иностранной валюты в Арабскую Республику Египет. По данным статистики Всемирной туристской организации ООН (UNWTO)  по международному турпотоку в 2017 году Египет показал наибольший рост туристического потока — 55,1 %.С каждым годом туристов прибывает больше. Правительство страны побуждает своих граждан к развитию именно этой сферы экономики (особенно на местном уровне среди среднего класса египетского общества). В свою очередь правительство развивает инфраструктуру в стране, именно вокруг прибыльных туристических и исторических зон, строя современные автомагистрали, комфортабельные и быстрые поезда и совершенствуя свою железную дорогу и морской транспорт. На 2019 год в стране функционируют уже 9 современных аэропортов, бесчисленное количество отелей и качественное обслуживание в зонах отдыха — залог успеха Египта в туристической отрасли. Многие иностранцы выбирают Египет из-за низкой конкурентоспособной стоимости тура.
Кризис 2011 года привел к резкому спаду туризма, количество туристов сократилось на 37 % (14 млн в 2010 г, 9 млн в 2011). 
В 2013 году Египет занял 85-е место в списке лучших стран в мире по туризму и путешествиям. Тем не менее, он восстановил свои позиции в рейтинге 2017 года и занял 75-е место в целом
В 2020 году в Египте планировалось повысить цену билета в египетские музеи и археологические раскопки, но затем Минтуризма решило отложить повышение до мая 2022 года, когда закончится туристический сезон; для самих египтян стоимость билетов была снижена вдвое.

## Tуристические направления
Важные туристические направления в Египте:
- Абу Симбел
- Александрия
- Гиза
- Хургада
- Каир
- Луксор
- Шарм Аш-Шейх

## Культурный туризм
В Египте находятся памятники различных эпох и цивилизаций: древнеегипетской, христианской (коптской), средневековой арабской.
На государственные средства в Египте восстановили храмы Луксора, Карнака, Эсны и Дандара. В апреле 2021 открылся Национальный музей египетской цивилизации в Каире, в ноябре — хорошо сохранившаяся 3-тысячелетняя Аллея сфинксов, которая соединяет храмы Карнака и Луксора, простираясь с севера на юг через древний город Фивы.

## Въездной туризм

### из России
Россия занимает первое место по количеству туристов в Египте.
Авиасообщение между Россией и Египтом было приостановлено в ноябре 2015 года после теракта - крушения российского пассажирского лайнера над Синайским полуостровом.
В апреле 2018 года регулярное авиасообщение было восстановлено, чартерные рейсы на курорты Красного моря были восстановлены в июле 2021 г.

### из Израиля
Израильтяне могут въезжать в Египет в течение 14 дней без визы в определённые районы Синая. Обычно в дни осенних праздников на Синае проводят отдых  до 50 тыс. израильтян.
С января по ноябрь 2015 года Египет посетили 148 тыс. израильских туристов (подавляющее большинство — Синай).
Египетская сторона прилагает усилия для того, чтобы израильтяне вернулись на Синай.
Совет национальной безопасности Израиля периодически призывает израильтян вернуться с Синайского полуострова из-за угрозы совершения терактов.